# Un coup de maître (film, 2018)
Pour les articles homonymes, voir Un coup de maître.
Pour plus de détails, voir Fiche technique et Distribution.
Un coup de maître est un film argentin de 2018 écrit par Andrés Duprat et Gaston Pozzo, réalisé par Gastón Duprat et dont les rôles principaux sont joués par Guillermo Francella et Luis Brandoni.
Le film fut sélectionné pour la 75° édition du Festival de Venise dans la section officielle.

## Synopsis
Arturo est un galeriste charmant, distingué et assez peu scrupuleux. Il a sa propre galerie d'art dans le centre de Buenos Aires, ville qui le fascine depuis toujours. Renzo est un peintre bourru, un peu sauvage et en franc déclin. Il déteste le contact social et se trouve au bord de l'indigence, soutenu seulement par son unique élève. Le galeriste réussit à s'associer avec une collectionneuse internationale influente, Dudú, et avec elle essaie par tous les moyens de renflouer la carrière du peintre malheureux, mais les choses ne s'arrangent pas comme prévu. Alors Arturo imagine un plan ultime et très risqué qui peut changer sa vie pour toujours.

## Distribution
- Guillermo Francella est Arturo Silva.
- Luis Brandoni joue Renzo Nervi.
- Raúl Arévalo incarne Alex.
- Andrea Frigerio est Dudú.
- María Soldi est Laurita.
- Mónica Duprat est la dame de la galerie.
- Alejandro Paker est Aranovich.

## Réception

### Critique
D'après Toutes Les Critiques, site qui rassemble les revues de critiques spécialisés, le film a obtenu une moyenne de 63/100 basée sur 49 critiques, dont 73 % positives.

### Sortie
Le film est sorti dans plus de trois cents salles, ce qui représentait un grand lancement et a permis d'attirer 187 000 spectateurs pour son premier week-end à l'affiche en Argentine.

## Remake
En 2023, Rémi Bezançon en a fait un remake, lui aussi intitulé Un coup de maître.